# Apil-Sin
Apil-Sin va ser el quart rei de la dinastia amorita de Babilònia segons la Llista dels reis de Babilònia, fill i successor de Sabium. Va ser l'avi d'Hammurabi.
Va regnar aproximadament entre el 1830 aC i el 1813 aC. Després del 1830 aC Eshnunna va estendre el seu territori considerablement cap al nord de Babilònia durant el regnar de Naram-Sin. Entre 1819 i 1812 aC el rei d'Ekallatum es va haver de refugiar a Babilònia quan Naram-Sim d'Eshnunna va conquerir la ciutat.
El va succeir el seu fill Sin-Muballit.